# Burnet (Texas)
Burnet é uma cidade localizada no estado norte-americano de Texas, no Condado de Burnet.

## Demografia
Segundo o censo norte-americano de 2000, a sua população era de 4735 habitantes. 
Em 2006, foi estimada uma população de 5643, um aumento de 908 (19.2%).

## Geografia
De acordo com o United States Census Bureau tem uma área de 
17,7 km², dos quais 17,7 km² cobertos por terra e 0,0 km² cobertos por água. Burnet localiza-se a aproximadamente 392 m acima do nível do mar.

## Localidades na vizinhança
O diagrama seguinte representa as localidades num raio de 24 km ao redor de Burnet. 